# Likely Stories, Vol. 1
Pour plus de détails, voir Fiche technique et Distribution.
Likely Stories, Vol. 1 est un téléfilm comique américain réalisé par Rob Reiner et sorti en 1981.

## Fiche technique
- Titre original : Likely Stories, Vol. 1
- Réalisation : Rob Reiner
- Scénario : Christopher Guest, Matt Neuman, Rob Reiner et Harry Shearer
- Photographie : Peter Smokler
- Montage :
- Musique :
- Costumes :
- Producteur : Christopher Guest et David Jablin
- Sociétés de production : Imagination Productions
- Sociétés de distribution : Cinemax
- Pays d'origine :  États-Unis
- Langue originale : anglais
- Format : couleur
- Genre : Comédie
- Durée : 60 minutes
- Dates de sortie : 
  - États-Unis : 1981

## Distribution
- Richard Belzer
- Christopher Guest
- Bruno Kirby
- David L. Lander
- Michael McKean
- Harry Shearer
- Rob Reiner
- Marcia Strassman